# Georg Jungfer
Georg August Jungfer (* 1. Dezember 1845 in Liegnitz; † 1919) war ein schlesischer Baurat und Politiker.

## Leben
Georg Jungfer war Baurat und Stadtrat in seiner Heimatstadt Liegnitz. Später war er als Baurat in Hirschberg tätig, wo er auch Ehrenbürger wurde.
Von März bis November 1893 war er Mitglied des Preußischen Abgeordnetenhauses für die Freisinnige Partei. Im März 1893 gewann er als Kandidat der Freisinnigen Partei eine Ersatzwahl im Reichstagswahlkreis Liegnitz 6 (Liegnitz, Goldberg-Haynau) und gehörte dem Reichstag bis zum Ende der Legislaturperiode im gleichen Jahr an.